# IWAミッドサウスヘビー級王座
IWAミッドサウスヘビー級王座（アイダブリューエーみっどさうすへびーきゅうおうざ | IWA Mid-South Heavyweight Championship ― アイダブリューエー・ミッド・サウス・ヘビーウェイト・チャンピオンシップ）は、1997年4月3日に創設され、2008年9月8日をもって廃止された、IWAミッドサウスの認定によるヘビー級の王座である。

## 獲得史
| 獲得者                   | 獲得回数 | 獲得日         | 獲得地                           |
| ------------------------ | -------- | -------------- | -------------------------------- |
| タワー・オブ・ドゥーム   | 1        | 1997年4月3日   | ケンタッキー州ルイビル           |
| ダグ・ギルバート         | 1        | 1997年4月24日  | ケンタッキー州ルイビル           |
| イアン・ロッテン         | 1        | 1997年7月19日  | ケンタッキー州ルイビル           |
| ブル・ペイン             | 1        | 1997年7月31日  | ケンタッキー州ルイビル           |
| トレイシー・スマザーズ   | 1        | 1997年9月11日  | ケンタッキー州ルイビル           |
| サルバトーレ・シンシア   | 1        | 1997年9月18日  | ケンタッキー州ルイビル           |
| ブル・ペイン             | 2        | 1997年11月4日  | ケンタッキー州ルイビル           |
| バディ・ランデル         | 1        | 1997年11月7日  | ケンタッキー州レキシントン       |
| ブル・ペイン             | 3        | 1997年11月8日  | ケンタッキー州バーズタウン       |
| ブル・ペイン             | 4        | 1997年12月9日  | ケンタッキー州ルイビル           |
| アクセル・ロッテン       | 1        | 1998年2月13日  | ケンタッキー州レキシントン       |
| オックス・ハーレー       | 1        | 1998年4月24日  | ケンタッキー州ルイビル           |
| ミッドナイト・ライダー   | 2        | 1998年5月28日  | ケンタッキー州ルイビル           |
| ビリー・ジョー・イートン | 1        | 1998年7月12日  | ミシガン州カラマズー             |
| イアン・ロッテン         | 3        | 1998年7月30日  | ケンタッキー州ルイビル           |
| ハリー・パーマー         | 1        | 1998年8月6日   | ケンタッキー州ルイビル           |
| コーポラル・ロビンソン   | 1        | 1998年11月13日 | ケンタッキー州ウェストポイント   |
| イアン・ロッテン         | 4        | 1998年12月4日  | インディアナ州セイラム           |
| コーポラル・ロビンソン   | 2        | 1999年1月6日   | インディアナ州チャールズタウン   |
| イアン・ロッテン         | 5        | 1999年1月7日   | ケンタッキー州ルイビル           |
| スーサイド・キッド       | 1        | 1999年1月14日  | ケンタッキー州ルイビル           |
| チップ・フェアウェイ     | 1        | 1999年1月21日  | ケンタッキー州ルイビル           |
| スーサイド・キッド       | 2        | 1999年1月28日  | ケンタッキー州ルイビル           |
| チップ・フェアウェイ     | 2        | 1999年2月3日   | インディアナ州チャールズタウン   |
| イアン・ロッテン         | 6        | 1999年4月29日  | インディアナ州セイラム           |
| ローリン・ハード         | 1        | 1999年8月7日   | インディアナ州オオリティック     |
| マッドマン・ポンド       | 1        | 1999年9月29日  | ケンタッキー州ルイビル           |
| 2・タフ・トニー          | 1        | 2000年2月23日  | インディアナ州チャールズタウン   |
| ブレイズ                 | 1        | 2000年3月25日  | インディアナ州チャールズタウン   |
| アクセル・ロッテン       | 2        | 2000年4月1日   | インディアナ州チャールズタウン   |
| ローリン・ハード         | 2        | 2000年6月10日  | インディアナ州チャールズタウン   |
| イアン・ロッテン         | 7        | 2000年6月24日  | インディアナ州チャールズタウン   |
| ローリン・ハード         | 3        | 2000年7月1日   | インディアナ州チャールズタウン   |
| ミッチ・ペイジ           | 1        | 2000年7月31日  | 不詳                             |
| ブル・ペイン             | 5        | 2000年8月5日   | インディアナ州チャールズタウン   |
| ハリー・パーマー         | 2        | 2000年9月22日  | インディアナ州チャールズタウン   |
| ハリー・パーマー         | 3        | 2000年9月27日  | インディアナ州チャールズタウン   |
| スーサイド・キッド       | 3        | 2000年10月13日 | インディアナ州チャールズタウン   |
| トッド・モートン         | 1        | 2000年10月25日 | インディアナ州チャールズタウン   |
| イアン・ロッテン         | 8        | 2000年12月6日  | インディアナ州チャールズタウン   |
| キャッシュ・フロ         | 1        | 2000年12月30日 | インディアナ州チャールズタウン   |
| ブレイズ                 | 2        | 2001年2月7日   | インディアナ州チャールズタウン   |
| 2・タフ・トニー          | 2        | 2001年3月2日   | インディアナ州チャールズタウン   |
| ミッチ・ペイジ           | 2        | 2001年4月7日   | インディアナ州チャールズタウン   |
| トレント・ベーカー       | 1        | 2001年5月19日  | インディアナ州チャールズタウン   |
| 非道                     | 1        | 2001年7月14日  | インディアナ州チャールズタウン   |
| スーサイド・キッド       | 4        | 2001年7月21日  | インディアナ州チャールズタウン   |
| トレント・ベーカー       | 2        | 2001年8月4日   | インディアナ州チャールズタウン   |
| クリス・ヒーロー         | 1        | 2001年10月20日 | インディアナ州チャールズタウン   |
| CMパンク                 | 1        | 2001年12月5日  | インディアナ州インディアナポリス |
| エディ・ゲレロ           | 1        | 2002年3月1日   | インディアナ州インディアナポリス |
| CMパンク                 | 2        | 2002年3月2日   | イリノイ州モーリス               |
| コルト・カバーナ         | 1        | 2002年4月19日  | オハイオ州デイトン               |
| クリス・ヒーロー         | 2        | 2002年7月12日  | インディアナ州クラークスビル     |
| M-Dogg 20                | 1        | 2002年10月5日  | インディアナ州クラークスビル     |
| CMパンク                 | 3        | 2002年10月26日 | インディアナ州クラークスビル     |
| BJウィットマー           | 1        | 2002年11月2日  | インディアナ州クラークスビル     |
| CMパンク                 | 4        | 2002年12月14日 | インディアナ州クラークスビル     |
| クリス・ヒーロー         | 3        | 2003年2月7日   | インディアナ州クラークスビル     |
| マーク・ウォルフ         | 1        | 2003年6月7日   | インディアナ州クラークスビル     |
| クリス・ヒーロー         | 4        | 2003年7月12日  | インディアナ州クラークスビル     |
| ダニー・ダニエルズ       | 1        | 2003年8月2日   | インディアナ州クラークスビル     |
| ジェリー・リン           | 1        | 2004年1月16日  | インディアナ州オオリティック     |
| BJウィットマー           | 2        | 2004年4月9日   | インディアナ州オオリティック     |
| ピーティー・ウィリアムズ | 1        | 2004年5月29日  | インディアナ州ハイランド         |
| アリク・キャノン         | 1        | 2004年9月18日  | インディアナ州ハイランド         |
| AJスタイルズ             | 1        | 2004年10月21日 | インディアナ州エバンズビル       |
| CMパンク                 | 5        | 2004年10月23日 | インディアナ州ハイランド         |
| ダニー・ダニエルズ       | 2        | 2005年2月4日   | インディアナ州ヴァルパレーゾ     |
| ジミー・ジェイコブス     | 1        | 2005年4月1日   | イリノイ州ヘリン                 |
| アリク・キャノン         | 2        | 2006年1月21日  | イリノイ州ミッドロージアン       |
| ダリン・コービン         | 1        | 2006年4月22日  | イリノイ州ミッドロージアン       |
| トリック・デイビス       | 1        | 2006年6月3日   | インディアナ州プレインフィールド |
| トビー・クライン         | 1        | 2006年6月17日  | イリノイ州ストリームウッド       |
| チャック・テイラー       | 1        | 2006年9月30日  | イリノイ州ミッドロージアン       |
| マイク・カッケンブッシュ | 1        | 2007年9月29日  | イリノイ州ミッドロージアン       |
| エディー・キングストン   | 1        | 2007年12月7日  | イリノイ州プレインフィールド     |
| チャック・テイラー       | 2        | 2008年5月3日   | イリノイ州ジョリエット           |
| ディンゴ                 | 1        | 2008年6月20日  | インディアナ州セラーズバーグ     |